# Kennethia major
Kennethia major is een mosselkreeftjessoort uit de familie van de Notodromadidae. De wetenschappelijke naam van de soort is voor het eerst geldig gepubliceerd in 1939 door Méhes.